# 大佐
大佐（たいさ）は、軍隊の階級のひとつ。軍階級上では佐官に区分され、少将または准将の下、中佐の上に位置する。
昭和期の日本海軍では「だいさ」とも呼ばれた（#旧日本軍参照）。

## 概要
北大西洋条約機構の階級符号では、OF-5に相当する。概ね陸軍におけるカーネル (Colonel)、海軍におけるキャプテン (Captain) に相当し、中国語においては上校､大韓民国では大領と称する。スイス軍では大佐が平時における最高位とされ、准将に相当するBrigadier（旅団長）、少将に相当するDivisionär（師団長）、および中将に相当するKorpskommandant（軍団指揮官）はあくまでも大佐の職位である。
- 陸軍では主に連隊長等を務めており、連隊を廃止している国では、旅団長を務める場合も見られる。
- 海軍では主に戦艦、航空母艦、巡洋艦等の比較的大型の軍艦の艦長或いは隊（駆逐隊、潜水隊等）司令等を務める。
- 空軍では主に群または飛行団司令等を務める。

## 名称

### カーネルとキャプテン
Colonelの呼称については、16世紀のスペインまたはイタリアでの縦隊（colonna / columena）に由来し、その長はカピタン（Capitán）が務めていた。後に、「中隊長＝（陸軍）大尉、カピタン / キャプテン」との混同を避けるため「縦隊」の部分が残ったと推測される。Colonelはラテン語のcolumnella（小さな柱）に起源を持つ。縦隊長（cabo de columena、変化して cabo de colonel、カボ・デ・コロネル）が直接の語源。省略されてColonelとなった。
英語では、陸軍大佐はカーネル (Colonel)、海軍大佐はキャプテン (Captain) と呼び、ヨーロッパの言語の多くで、同様の区別がある。英米陸軍などにおいては Captain は大尉を意味する。空軍大佐は陸軍大佐と同じ呼び名であることが多いが、イギリス空軍やイギリス空軍を範としたインド空軍、オーストラリア空軍、ニュージーランド空軍などではGroup captainと呼ばれる。
日常的には、中佐 (Lieutenant Colonel) もカーネルと呼ばれることが多い。
イギリス陸軍の連隊にはカーネルという名誉職（但し、階級ではない）があり、連隊長と訳される。これはあくまで名誉職であり、連隊指揮権を有するのはその下の「commanding officer」である。名誉職のカーネルを階級のカーネルと区別したいときは、「Colonel of the Regiment」（連隊のカーネル）などという。
さらに、「Colonel-in-Chief」という名誉職もあり、連隊所有者、名誉連隊長などと訳される。連隊長（カーネル）の上に位置し、名目上は連隊の最上位である。かつてのドイツ陸軍にも「Chef eines Regiments（英訳 Colonels-in-Chief of a Regiment）」という類似の名誉職があり、名誉連隊長、名誉大佐（ただし、ドイツ陸軍にはこれとは別に名誉階級の大佐がいたので紛らわしい）などと訳される。

#### 「Oberst」と「Полковник」
欧州における陸軍大佐の呼称には上記の「Colonel」の系列以外にも、ドイツ語圏及び北欧圏で多用される「Oberst」（古くは「Obrist」とも）と、ロシアおよびスラヴ語圏で多用される「Полковник（Polkovnik）」の2つの系列が存在する。おおよその語義としては、前者は「最上級野戦指揮官」、後者は「連隊指揮官」程度となる（ロシア語では連隊はポールク（ロシア語: Полк、ラテン文字：Polk）と呼ばれる）。

### 非軍人の大佐
野口英世（日本の医学者）やカーネル・サンダース（ケンタッキー・フライドチキン創業者）など、名誉大佐の敬称を送られた人物が多く存在する。これらは軍事とは無関係で、カーネル（≒大佐）を名乗るからといって軍人だとは限らない。詳細は名誉大佐を参照。
エジプトのガマール・アブドゥン＝ナーセルは大統領になる前はカーネルを名乗っており、これにならってリビアのカダフィ大佐（カーネル・カダフィ）もカーネルを名乗っている。これらの場合の「カーネル」の語義については諸説がある（ムアンマル・アル＝カッザーフィー#名称表記の項を参照のこと）。
なお、キャプテンという敬称は、船長、機長、スポーツチームのリーダー（日本では「主将」とも呼ばれる）など、軍隊の階級以外でも使われており、日本語でも外来語として定着している。つまりキャプテンを名乗るからといって軍人とは限らないことが、日本でもよく理解されている。

### 律令制における佐
日本語における佐は律令制下の五衛府の官名として登場するが  、左右兵衛佐・左右衛門佐・検非違（使）佐などであり大佐は律令には現れない  。四等官においては役所を統括する「督（かみ）」を文字通り補佐するのが「佐（すけ）」である 。

## 沿革
かつての陸軍にあっては、平時の最大の部隊は連隊だったことから、連隊将校団の長（連隊長）たる大佐が平時の最高の階級とされることもあった。上述のように、スイスにおいては現在も平時には大佐が最高階級である。
海軍においても、艦隊は臨時編成のものであって、個々の軍艦が独立の単位であったことから、艦長たる大佐が常時置かれる最高階級とする海軍も多かった。そのため、複数の軍艦を以て艦隊を編成するに際しては、最先任艦長に代将の職責を付与して艦隊を指揮させることがあった（詳しくは代将参照）。米国海軍でも、1862年7月16日までは大佐が最高階級であった。
多くの国の海軍では、4条の線で階級が表される。

## 日本

### 旧日本軍
版籍奉還の後、1870年10月12日（明治3年9月18日）に太政官の沙汰により海陸軍大佐以下の官位相当を定めたときに海陸軍中佐の上に海軍大佐と陸軍大佐を置き正五位相当とした     。
廃藩置県の頃から海陸軍大佐の任官の例が見られる。明治4年8月の官制等級改定及び兵部省官等改定や明治5年1月の官等改正及び兵部省中官等表改定など数度の変更があり 、明治5年2月の兵部省廃止及び陸軍省・海軍省設置を経て、明治6年5月8日太政官布達第154号 による陸海軍武官官等表改正で軍人の階級呼称として引き続き用いられ、西欧近代軍の階級呼称の序列に当てはめられることとなった 。こうした経緯から西欧語が持っている「集団の大黒柱」というニュアンスはない。「佐」とは漢字の字義でいえば「脇で支え助ける」という意味になる。
日本陸海軍では、当初は兵科に属する高等武官（奏任官1等）のみを「陸軍○○大佐」や「海軍大佐」と呼称し、陸軍各部に属する高等武官や兵科以外の海軍高等武官には「大佐」の呼称は用いなかったが、後に階級呼称の統一を図り、「大佐」の語を含めるようになった。
「大佐」の読み方であるが、昭和期の日本海軍では「だいさ」と呼ぶ者も出てきたが、海軍省監修書籍には「だいさ」読みの表記が出てくることはない。NHKメディア研究部によれば、正式の読み方ではなく昭和期の旧海軍での習慣的呼称でしかないとされる。

### 自衛隊
警察予備隊の警察官（1950年-1952年）では一等警察正（いっとうけいさつせい）、保安官（1952年～1954年）では一等保安正（いっとうほあんせい）、海上警備官（1952年）では一等海上警備正（いっとうかいじょうけいびせい）、警備官（1952年～1954年）では一等警備正（いっとうけいびせい）がそれぞれ相当する。
各自衛隊では1等陸佐（いっとうりくさ）・1等海佐（いっとうかいさ）・1等空佐（いっとうくうさ）（略称は1佐（いっさ）と、等級が算用数字になる）に当たる。
一般に連隊長・群長に補職され、陸海空共通の役職としては自衛隊地方協力本部長や防衛駐在官のほとんどが1佐である。警察では警視長または警視正に相当し、防衛省の文官も含む中央官庁では本省課長または本省室長に相当する。

#### 陸上自衛隊における区分
1等陸佐はさらに職責に応じて（一）～（三）に分類される。
陸上幕僚監部
- 1等陸佐（一）は、
  - 陸上幕僚監部の課長
  - 警務管理官等。
- 1等陸佐（二）は、
  - 陸上幕僚監部の室長等。
- 1等陸佐（三）は、
  - 陸上幕僚監部の班長等。

陸上総隊
- 1等陸佐（一）は、
  - 陸上総隊司令部の総務部長・後方運用部長
  - 陸上総隊直轄部隊の副隊長（中央情報隊副隊長）等。
- 1等陸佐（二）は、
  - 陸上総隊司令部の監察官・法務官・報道官・医務官
  - 陸上総隊直轄部隊の副団長（第1空挺団副団長・水陸機動団副団長・第1ヘリコプター団副団長・システム通信団副団長）
  - 陸上総隊直轄部隊の隷下部隊長
    - 水陸機動団の第1水陸機動連隊長・第2水陸機動連隊長・第3水陸機動連隊長
    - 第1ヘリコプター団の第1輸送ヘリコプター群長・特別輸送ヘリコプター隊長・輸送航空隊長
    - システム通信団の中央基地システム通信隊長・中央野外通信群長・通信保全監査隊長・サイバー防護隊長・システム開発隊長
    - 中央情報隊の基礎情報隊長・地理情報隊長

  - 陸上総隊直轄部隊長（中央即応連隊長・特殊作戦群長・中央特殊武器防護隊長・国際活動教育隊長・電子作戦隊長）等。
- 1等陸佐（三）は、
  - 陸上総隊直轄部隊の団本部高級幕僚・第1空挺団高級幕僚・水陸機動団高級幕僚・第1ヘリコプター団高級幕僚・システム通信団高級幕僚
  - 陸上総隊直轄部隊長（対特殊武器衛生隊長）
  - 陸上総隊直轄部隊の隷下部隊長（中央情報隊の情報処理隊長・第1空挺団の空挺教育隊長）
  - 1等陸佐（三）に昇任予定の2等陸佐が就く場合もある補職（陸上総隊司令部の課長）等。

方面隊
- 1等陸佐（一）は、
  - 方面総監部の部長
  - 方面直轄部隊長（方面混成団長・方面航空隊長[注釈 22]・方面後方支援隊長）
  - 補給処の副処長[注釈 23]
  - 方面総監部が所在する駐屯地の駐屯地業務隊長等。
- 1等陸佐（二）は、
  - 方面総監部の監察官・法務官・医務官
  - 補給処の部長
  - 方面直轄部隊の副団長（特科団副団長・高射特科団副団長・施設団副団長・方面混成団副団長）・副隊長（方面後方支援隊副隊長）
  - 方面直轄の隷下部隊長
    - 特科団の特科連隊長・地対艦ミサイル連隊長・特科群長
    - 高射特科団の高射特科群長
    - 施設団の施設群長
    - 方面混成団の普通科連隊長[注釈 24]
    - 方面後方支援隊の方面輸送隊長）

  - 方面直轄部隊長
    - 方面システム通信群長・方面会計隊長・方面情報隊長・方面衛生隊長・方面指揮所訓練支援隊長
    - 東北方面隊の東北方面特科連隊長・第4地対艦ミサイル連隊長・第5高射特科群長・東北方面航空隊長
    - 東部方面隊の東部方面特科連隊長・第2高射特科群長
    - 中部方面隊の中部方面特科連隊長・第8高射特科群長・中部方面航空隊長
    - 西部方面隊の西部方面戦車隊長・西部方面航空隊長）

  - 師団司令部および旅団司令部が所在する駐屯地の駐屯地業務隊長等。
- 1等陸佐（三）は、
  - 方面総監部の総務部広報室長
  - 1等陸佐（三）に昇任予定の2等陸佐が就く場合もある補職（方面総監部の課長、方面直轄部隊の団本部高級幕僚（特科団高級幕僚、高射特科団高級幕僚、施設団高級幕僚））
  - 分屯地（駐屯地）司令を兼務する補給処支処長[注釈 25]
  - 方面直轄部隊の副隊長（方面航空隊副隊長）
  - 方面直轄部隊の隷下部隊長
    - 方面航空隊の対戦車ヘリコプター隊長、方面ヘリコプター隊長
    - 方面混成団の陸曹教育隊長
    - 北部方面混成団の冬季戦技教育隊長
    - 東部方面混成団の女性自衛官教育隊長

  - 駐屯地業務隊長等[注釈 26]。

師団
- 1等陸佐（一）は、
  - 師団司令部の幕僚長等。
- 1等陸佐（二）は、
  - 師団隷下部隊長（普通科連隊長・即応機動連隊長・特科連隊長・第7高射特科連隊長・戦車連隊長・後方支援連隊長）等。
- 1等陸佐（三）は、
  - 師団司令部の第3部長・火力調整部長（第6師団・第9師団・第1師団・第3師団・第10師団・第4師団・第8師団）
  - 1等陸佐（三）に昇任予定の2等陸佐が就く場合もある補職（師団司令部の第1部長・第2部長・第4部長）等。

旅団
- 1等陸佐（一）は、
  - 副旅団長等。
- 1等陸佐（二）は、
  - 旅団司令部の幕僚長、旅団隷下部隊長（第15高射特科連隊長）等。
- 1等陸佐（三）は、
  - 旅団司令部の第3部長・火力調整部長（第12旅団・第13旅団・第14旅団）
  - 旅団隷下部隊長（普通科連隊長・即応機動連隊長・後方支援隊長・第12ヘリコプター隊長・第15ヘリコプター隊長）
  - 1等陸佐（三）に昇任予定の2等陸佐が就く場合もある補職（旅団司令部の第1部長・第2部長・第4部長）等。

防衛大臣直轄部隊・機関
- 1等陸佐（一）は、
  - 教育訓練研究本部の課長（総合企画部の総合企画課長）
  - 補給統制本部の部長（装備計画部長・火器車両部長・需品部長）
  - 富士学校の総務部長
  - 防衛大臣直轄部隊長（中央輸送隊長・会計監査隊長）
  - 幹部候補生学校・職種学校（高射学校・航空学校・施設学校・システム通信・サイバー学校・衛生学校）の副校長兼企画室長
  - 防衛大臣直轄部隊の副隊長（警務隊副隊長）等。
- 1等陸佐（二）は、
  - 教育訓練研究本部の企画官（総合企画部の総合企画課総合企画官、研究部の分析企画官）・主任（研究部の総括主任研究官・主任研究開発官・訓練評価部の主任訓練評価官・教育部の主任教官）・室長（教育部・研究部・訓練評価部の総括室長）・訓練評価部の訓練評価支援隊長
  - 補給統制本部の部長（総務部長・調達会計部長・情報処理部長・誘導武器部長・弾薬部長・化学部長・航空部長・通信電子部長・施設部長・衛生部長）
  - 富士学校の管理部長、富士学校隷下部隊長（部隊訓練評価隊長）、富士学校富士教導団の副団長および隷下部隊長（普通科教導連隊長・機甲教導連隊長）
  - 防衛大臣直轄部隊の副隊長（中央会計隊副隊長・中央業務支援隊副隊長・会計監査隊副隊長）
  - 隷下部隊長（警務隊の中央警務隊長・方面警務隊長）
  - 高等工科学校・職種学校（情報学校・武器学校・需品学校・輸送学校・小平学校・化学学校）の副校長兼企画室長、幹部候補生学校・高等工科学校・職種学校の総務部長・教育部長、幹部候補生学校の学生隊長、高等工科学校の生徒隊長、航空学校の霞ヶ浦分校長・宇都宮分校長等。
- 1等陸佐（三）は、
  - 教育訓練研究本部の課長（総合企画部の総務課長・管理課長・会計課長）・企画官（研究部の分析企画官）・主任（研究部の総括主任研究官）・研究員（研究部）
  - 防衛大臣直轄部隊長（中央管制気象隊長）
  - 教育訓練訓練本部開発実験団の科長（総務科長・計画科長・評価科長）および隷下部隊長（装備実験隊長・飛行実験隊長・部隊医学実験隊長）
  - 富士学校富士教導団の隷下部隊長（特科教導隊長）および富士学校隷下部隊の副隊長（部隊訓練評価隊副隊長）、1等陸佐（三）に昇任予定の2等陸佐が就く場合もある補職（富士学校富士教導団の団本部高級幕僚）
  - 防衛大臣直轄部隊の副隊長（中央輸送隊副隊長）
  - 隷下部隊長（会計監査隊の方面分遣隊長）等。

なお、陸上自衛隊においては指定階級が1等陸佐（一）の役職のうち特定の役職にあるものを対外的にも准将相当として扱い、乗車する車両前面に赤色の台座に金色帽章一つが表示された車両標識を掲示する。2018年（平成30年）より、連隊長等経験者を対象として予備1等陸佐の採用が開始されている。

## 各国の呼称
空軍という現代発祥の軍種においては、それぞれの国家において「陸軍の航空部隊から発展」「海軍の航空部隊から発展」「そもそも航空戦力としての発祥」という成り立ちの違いにより、英文呼称・NATO階級コードにおける違いが生じる。

### アジア
漢字文化圏内、日本の「大佐」以外、「上校」、「上佐」、「大領」の3つのバリエーションがある。

#### 「上校」系
中華人民共和国
- 中国人民解放軍陸軍/海軍/空軍/ロケット軍：上校

中華民国
- 中華民国陸軍/海軍/空軍：上校[4]

#### 「上佐」系
朝鮮民主主義人民共和国
- 朝鮮人民軍陸軍/海軍/空軍：상좌（上佐）

ベトナム社会主義共和国
- ベトナム人民陸軍/海軍/空軍：Thượng tá (上佐)

#### 「大領」系
大韓民国
- 大韓民国陸軍/海軍/空軍：대령（大領）

### ヨーロッパ
欧州諸国では、海軍大佐は陸軍大佐と全く異なる呼称を使う。空軍大佐は、陸軍大佐と異なる呼称を使う国もあるが、陸軍大佐と同一の呼称を用いる例が多い。

#### 「Colonel」系
イギリス
- 陸軍/海兵隊：Colonel
- 海軍：Captain
- 空軍：Group captain

フランス
- 陸軍/航空宇宙軍/国家憲兵隊：Colonel
- 海軍：Capitaine de vaisseau[注釈 29]

イタリア
- 陸軍/空軍/カラビニエリ/財務警察（イタリア語版）：Colonnello
- 海軍：Capitano di vascello[注釈 29]

スペイン
- 陸軍/航空宇宙軍/海兵隊（スペイン語版）/グアルディア・シビル：Coronel
- 海軍：Capitán de navío

ポルトガル
- 陸軍/空軍/国家警備隊：Coronel
- 海軍：Capitão de mar e guerra

オランダ
- 陸軍/空軍/海兵隊/王立保安隊：Kolonel
- 海軍：Kapitein ter Zee

ベルギー
- 陸軍/空軍/医療部隊（フランス語版、オランダ語版）：Colonel / Kolonel
- 海軍：Capitaine de vaisseau[注釈 29] / Kapitein-ter-zee

ルーマニア
- 陸軍/国家憲兵隊（ルーマニア語版）：Colonel
- 海軍/空軍：Comandor

エストニア
- 陸軍/空軍：Kolonel
- 海軍：Mereväekapten

#### 「Oberst」系
ドイツ
- 陸軍/空軍：Oberst[注釈 30]
- 海軍：Kapitän zur See[注釈 30]
- 救護業務軍[注釈 31]：Oberstarzt（陸/空軍軍医・歯科）、Oberstapotheker（陸/空軍薬剤科）、Oberstveterinär（陸/空軍獣医科）、Flottenarzt（海軍軍医・歯科）、Flottenapotheker（海軍薬剤科）
- ナチス親衛隊：SS-Standartenführer[注釈 32]
- ナチス突撃隊：SA-Standartenführer

オーストリア
- 陸軍/空軍：Oberst

デンマーク
- 陸軍/空軍：Oberst
- 海軍：Kommandør

ノルウェー
- 陸軍/空軍：Oberst
- 海軍：Kommandør

スウェーデン
- 陸軍/空軍/水陸両用軍団：Överste
- 海軍：Kommendör

フィンランド
- 陸軍/空軍：Eversti
- 海軍：Kommodori

#### 「Polkovnik」系
ロシア連邦
- 全軍種階級[注釈 33]：Полковник (Polkovnik)
- 艦上階級[注釈 34]：Капитан 1-го ранга (Kapitan pervogo ranga)[注釈 35]

ウクライナ
- 陸軍/空中機動軍/特殊作戦軍/空軍：Полковник
- 海軍：Капітан I рангу[注釈 35]

ブルガリア
- 陸軍/空軍：Полковник
- 海軍：Капитан I ранг[注釈 35]

マケドニア共和国
- 国軍[注釈 36]：Полковник

セルビア
- 陸軍/空軍（セルビア語版）：Пуковник
- 河川艦隊（セルビア語版）：Капетан бојног брода

ボスニア・ヘルツェゴビナ
- 陸軍/空軍：Brigadir[注釈 37]

クロアチア
- 陸軍/空軍：Brigadir[注釈 38]
- 海軍：Kapetan bojnog broda

スロベニア
- 陸軍/空軍：Polkovnik
- 海軍：Kapitan bojne ladje

チェコ
- 陸軍/空軍：Plukovník

スロバキア
- 陸軍/空軍：Plukovník

ポーランド
- 陸軍/空軍/特別軍：Pułkownik
- 海軍：Komandor

リトアニア
- 陸軍/空軍：Pulkininkas
- 海軍：Jūrų kapitonas

ラトビア
- 陸軍/空軍：Pulkvedis
- 海軍：Jūras kapteinis

#### その他
先の「Colonel」「Oberst」「Polkovnik」のどれにも属さない系列。
ハンガリー
- 陸軍/空軍：Ezredes

ギリシャ
- 陸軍：Συνταγματάρχης（Syntagmatarchis）
- 海軍：Πλοίαρχος（Ploiarchos）
- 空軍：Σμήναρχος（Sminarchos）

### 中東・カフカース・中央アジア
トルコ
- 陸軍/海軍/空軍：Albay

グルジア
- 陸軍/空軍：პოლკოვნიკი

アゼルバイジャン
- 陸軍/空軍：Polkovnik
- 海軍：Birinci dərəcəli kapitan

シリア
- 陸軍/海軍/空軍：عقيد（Aqid）

イスラエル
- 陸軍/海軍/空軍：אלוף משנה（Aluf mishne）

サウジアラビア
- 陸軍/海軍/空軍/防空軍/国家警備隊：عقيد（Aqid）

イラン
- 陸軍/空軍：سرهنگ
- 海軍：ناخدا یکم
- イスラム革命防衛隊：سرهنگ پاسدار

### オセアニア
オセアニアのうち、オーストラリアとニュージーランドはイギリス国王を国家元首に頂く英連邦王国であり、国の成り立ちからもイギリスとの関係が深く、軍の階級呼称もイギリス軍と同様の方式が採られている。
オーストラリア
- 陸軍：Colonel
- 海軍：Captain
- 空軍：Group captain

ニュージーランド
- 陸軍（英語版）：Colonel
- 海軍：Captain
- 空軍：Group captain

### 南北アメリカ
基本的には欧州諸国と同様のシステムであるが、アメリカ大陸諸国の旧宗主国（イギリス、フランス、スペイン、ポルトガル）と同様に、上記の「Colonel」系列の階級呼称を採用している。
アメリカ合衆国
- 陸軍/空軍/海兵隊：Colonel
- 海軍/沿岸警備隊/海洋大気庁士官部隊/公衆衛生局士官部隊：Captain

カナダ
- 陸軍/空軍：Colonel / Colonel[注釈 39]
- 海軍：Captain / Capitaine de vaisseau[注釈 29]

メキシコ
- 陸軍/空軍：Coronel
- 海軍：Capitán de navío

キューバ
- 陸軍/空軍：Coronel
- 海軍：Capitán de Navío

コロンビア
- 陸軍/海兵隊：Coronel
- 海軍：Capitán de Navío
- 航空宇宙軍：Coronel del Aire

ベネズエラ
- 陸軍/空軍/国家警備隊（スペイン語版）/民兵（スペイン語版）：Coronel
- 海軍：Capitan de Navio

ブラジル
- 陸軍/空軍：Coronel
- 海軍：Capitão de mar e guerra

アルゼンチン
- 陸軍：Coronel
- 海軍：Capitán de navío
- 空軍：Comodoro

チリ
- 陸軍/カラビネーロス：Coronel
- 海軍：Capitán de navío
- 空軍：Coronel de Aviación